# Yasumasa Hatakeyama
Yasumasa Hatakeyama (Hyogo, 4 de septiembre de 1974) fue un piloto de motociclismo japonés, que compitió en el Campeonato del Mundo de Motociclismo desde 1996 hasta 2000, todas ellas compitiendo en la cilindrada de 250cc.

## Resultados por temporada
(Carreras en negrita indica pole position; carreras en cursiva indica vuelta rápida)
| Año  | Cat.  | Moto  | 1       | 2       | 3      | 4      | 5       | 6      | 7      | 8      | 9       | 10     | 11     | 12     | 13     | 14      | 15      | 16    | Pts. | Pos. |
| ---- | ----- | ----- | ------- | ------- | ------ | ------ | ------- | ------ | ------ | ------ | ------- | ------ | ------ | ------ | ------ | ------- | ------- | ----- | ---- | ---- |
| 1996 | 250cc | Honda | MAL Ret | IND 15  | JAP 15 | ESP 18 | ITA 22  | FRA 14 | NED 14 | ALE 15 | GBR Ret | AUT 15 | CZE 18 | IMO 15 | CAT -  | RIO 16  | AUS Ret |       | 9    | 28.º |
| 1998 | 125cc | Honda | JAP Ret | MAL Ret | ESP 16 | ITA 13 | FRA Ret | MAD 13 | NED 16 | GBR 15 | ALE -   | CZE 17 | IMO 20 | CAT 17 | AUS 14 | ARG Ret |         |       | 9    | 27.º |
| 2000 | 250cc | Honda | RSA -   | MAL -   | JAP -  | ESP -  | FRA -   | ITA -  | CAT -  | NED -  | GBR -   | ALE -  | CZE -  | POR -  | VAL -  | RIO -   | PAC 10  | AUS - | 64   | 14.º |